# Bours (Pas-de-Calais)
Bours (ndl.: „Bors“) ist eine französische Gemeinde mit 588 Einwohnern (Stand 1. Januar 2022) im Département Pas-de-Calais in der Region Hauts-de-France. Sie gehört zum Arrondissement Arrondissement Arras und zum Kanton Saint-Pol-sur-Ternoise.

## Lage
Die Gemeinde Bours liegt im Osten des Artois, 14 Kilometer westsüdwestlich von Béthune. Nachbargemeinden von Bours sind Marest im Norden, Camblain-Châtelain im Nordosten, Diéval im Südosten, Brias und La Thieuloye im Süden, Valhuon im Südwesten, Tangry im Westen und Pressy im Nordwesten.

## Bevölkerungsentwicklung
| Jahr                       | 1962 | 1968 | 1975 | 1982 | 1990 | 1999 | 2011 | 2022 |
| Einwohner                  | 597  | 545  | 510  | 505  | 524  | 509  | 592  | 588  |
| Quellen: Cassini und INSEE |      |      |      |      |      |      |      |      |

## Sehenswürdigkeiten
- Donjon (11. Jahrhundert, Monument historique)
- Kirche Sainte-Austreberthe (13. Jahrhundert)
- Schloss Antigneul

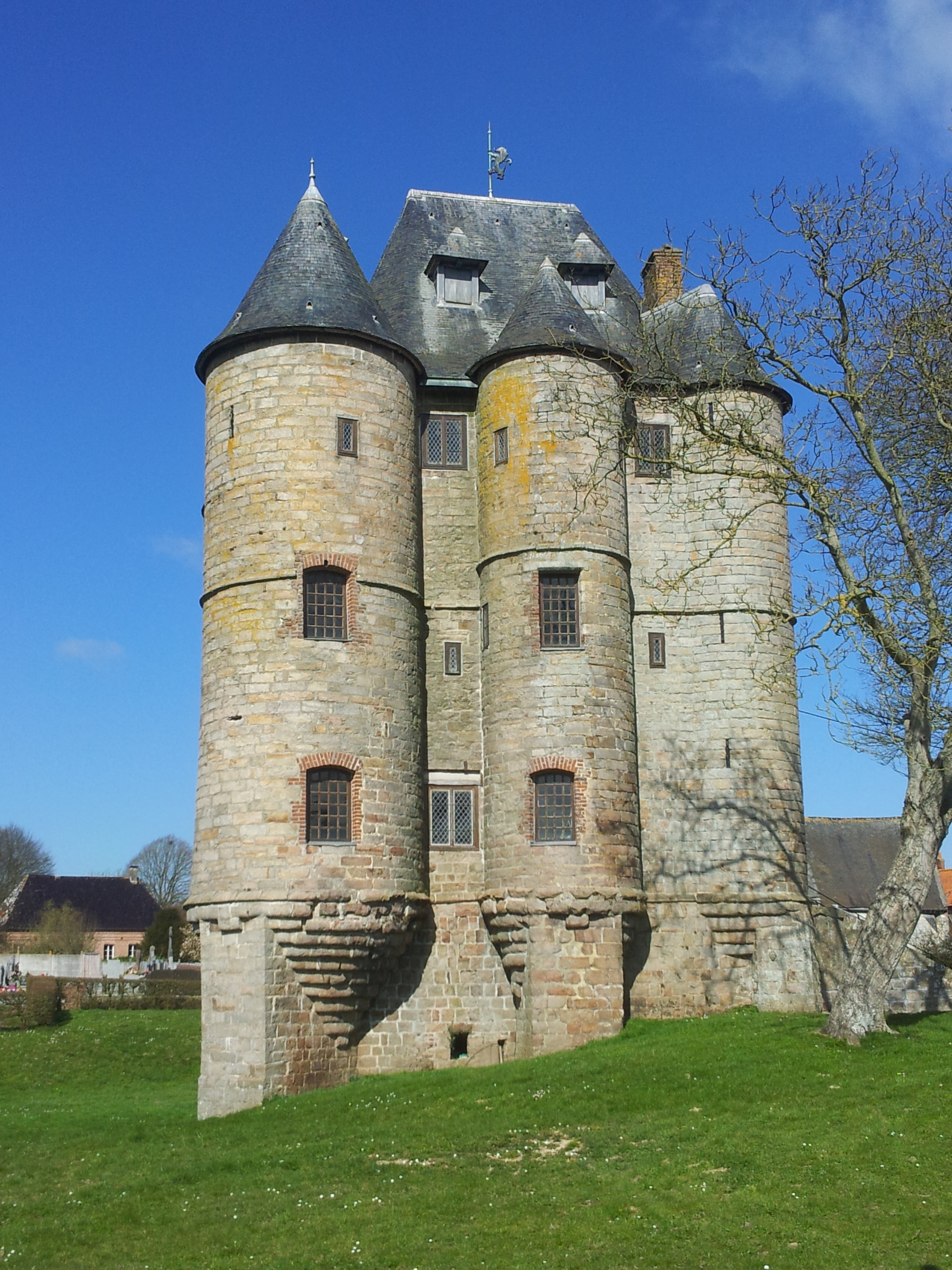
Donjon
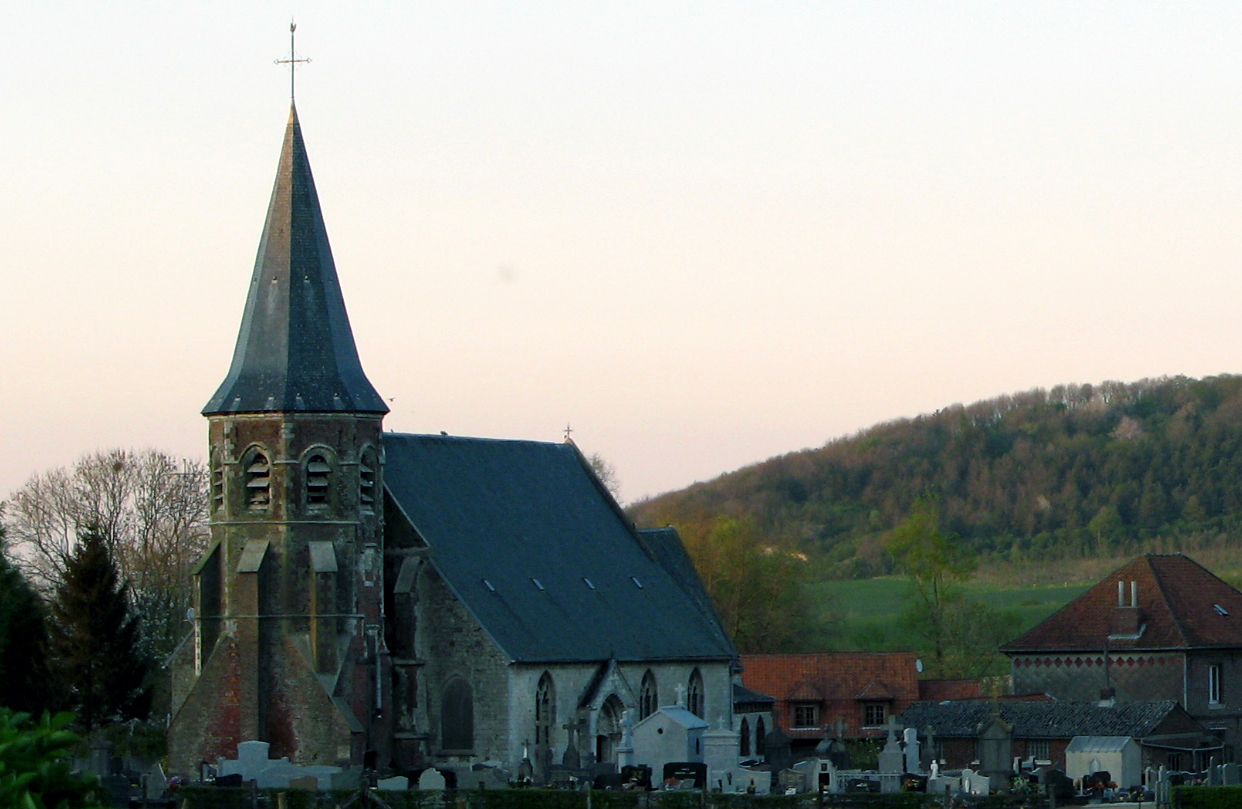
Kirche Sainte-Austreberthe